# Casey Dellacqua
Casey Dellacqua (* 11. Februar 1985 in Perth) ist eine ehemalige australische Tennisspielerin.

## Leben
Casey Dellacqua ist väterlicherseits italienischer und mütterlicherseits irischer Abstammung.
Im August 2013 gab sie die Geburt ihres gemeinsamen Kindes Blake Benjamin durch ihre Partnerin Amanda drei Wochen zuvor bekannt. Damit machte sie auch die Beziehung zu ihrer Partnerin öffentlich.

## Karriere

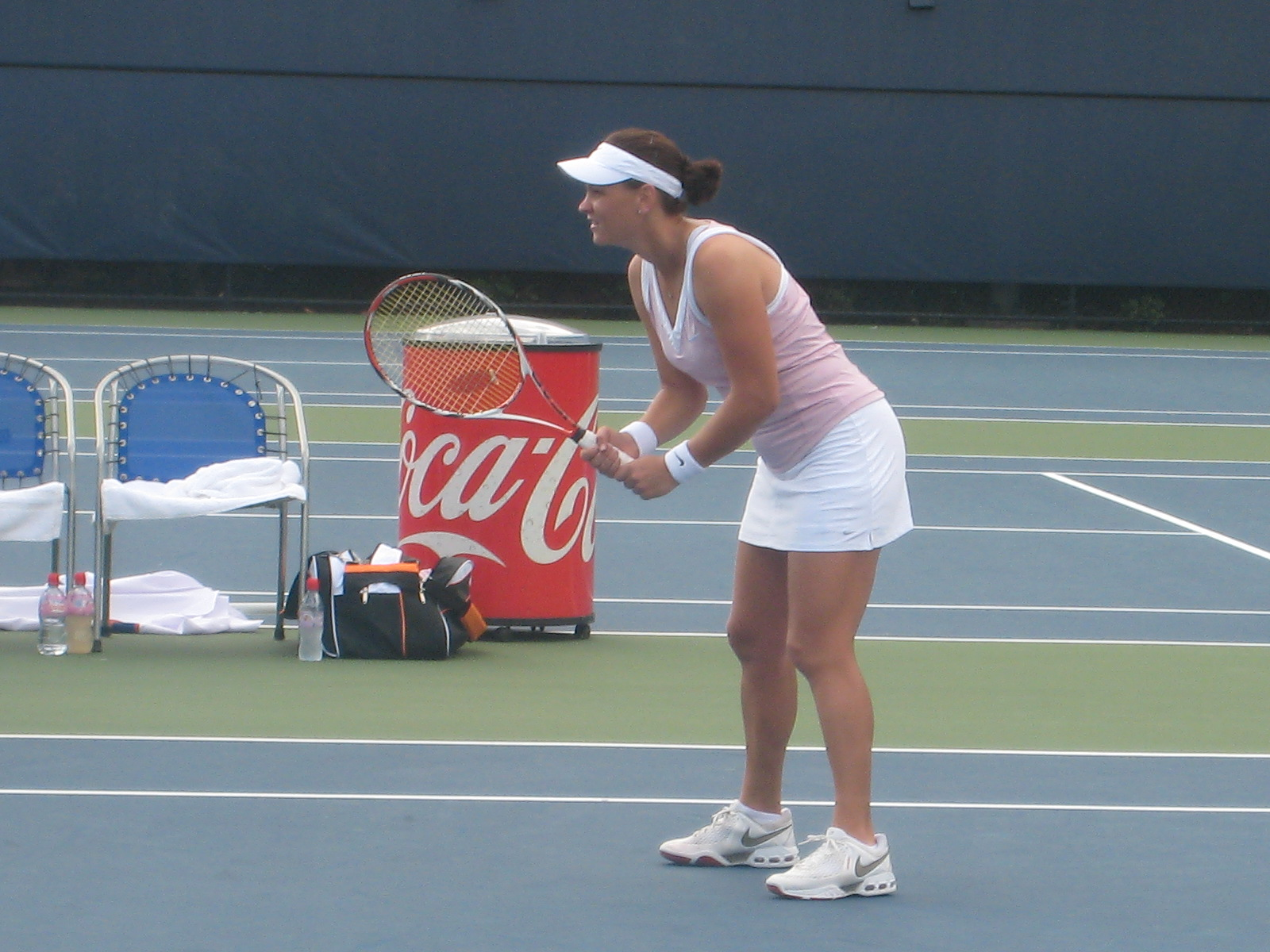
2008 beim Pilot-Pen-Turnier, bei dem sie mit Nathalie Dechy antrat

Dellacqua zog im Alter von 16 Jahren nach Canberra, um dort am Australian Institute of Sport zu trainieren. Sie spielte dort im örtlichen Tennisclub.
2006 trat Dellacqua mit einer Wildcard erstmals bei den Australian Open an. Nach ihrer Erstrundenniederlage gegen Lindsay Davenport musste sie sich heftige Kritik bezüglich ihrer Fitness anhören.
Mit 23 Jahren wurde sie die Nummer 1 im australischen Damentennis, nachdem sie ins Achtelfinale der Australian Open vorgestoßen war. Ihr bislang bestes Ergebnis bei den French Open erzielte sie gleichfalls 2008 mit dem Einzug in die dritte Runde. Im Doppel stand sie dort sogar im Finale. Auf dem ITF Women’s Circuit brachte sie es bislang auf 22 Einzel- und 23 Doppeltitel. Seit 2006 spielt sie für die australische Fed-Cup-Mannschaft; nach ihren insgesamt 28 Fed-Cup-Partien ging sie 19-mal als Siegerin vom Platz.
Dellacqua bestritt 2008 in Hobart zum ersten Mal ein Viertelfinale auf der WTA Tour, das sie gegen Eleni Daniilidou verlor. In Melbourne besiegte sie im selben Jahr die Weltranglistenerste Amélie Mauresmo und zog ins Achtelfinale ein, ihr bislang bestes Einzelergebnis bei einem Grand-Slam-Turnier. Damit löste sie Alicia Molik als bestplatzierte australische Tennisspielerin ab. Erwähnenswert sind auch ihre Siege über ehemalige Top-10-Spielerinnen wie Molik, Nicole Vaidišová, Patty Schnyder und Marion Bartoli.

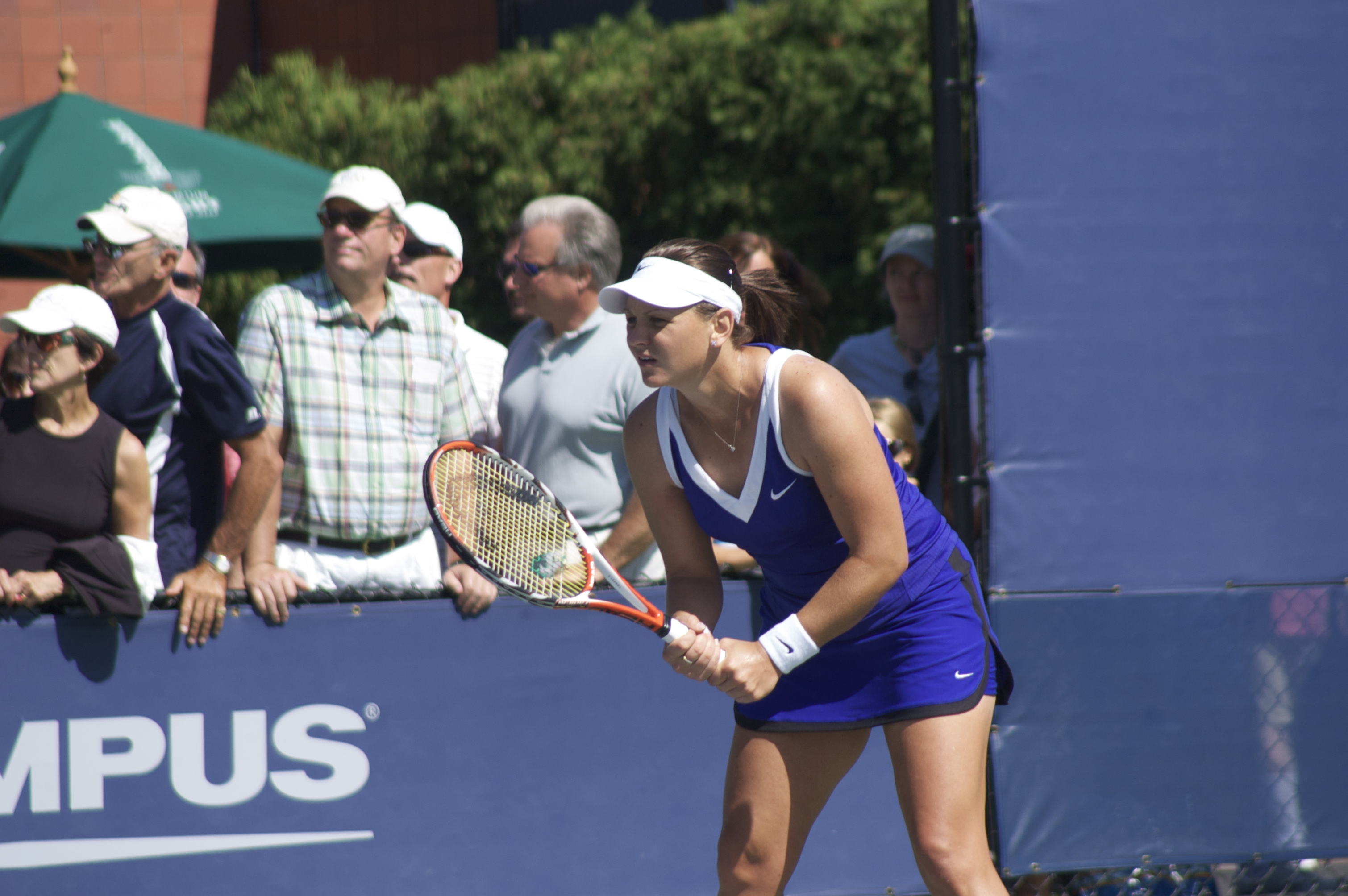
Dellacqua 2008 bei den US Open

Im Doppel stand sie 2008 mit Francesca Schiavone im Finale der French Open, an der Seite von Nathalie Dechy zudem im Halbfinale von Wimbledon. 2011 gewann sie in Roland Garros mit Scott Lipsky im Mixed ihren ersten Titel bei einem Grand-Slam-Turnier, im Endspiel besiegten sie die Paarung Katarina Srebotnik und Nenad Zimonjić mit 7:6, 4:6 und [10:7].
Bei den Olympischen Spielen in Peking trat Dellacqua zusammen mit Alicia Molik und Samantha Stosur für Australien an. Ihr Erstrundenmatch gegen Gisela Dulko gewann sie mit 6:3, 6:4; anschließend unterlag sie der an Nummer 12 gesetzten Wiktoryja Asaranka. Im Doppel verlor sie mit Molik ihr Erstrundenmatch gegen die Flavia Pennetta und Francesca Schiavone mit 4:6 und 4:6.
Bei den US Open schied Dellacqua 2008 sowohl im Einzel auch als auch im Doppel bereits in Runde eins aus. Im Einzel unterlag sie der französischen Qualifikantin Julie Coin mit 6:7 und 6:7, im Doppel verlor sie (an Nummer 9 gesetzt) mit Dechy gegen Klaudia Jans und Alicja Rosolska aus Polen mit 6:1, 2:6 und 3:6. Das Mixed spielte sie an der Seite ihres Landsmanns Jordan Kerr, mit dem sie in der zweiten Runde gegen Jonas Björkman und Nadja Petrowa ausschied.
2013 stand Dellacqua mit ihrer Landsfrau Ashleigh Barty bei drei weiteren Grand-Slam-Turnieren im Endspiel. In Melbourne unterlagen sie Sara Errani und Roberta Vinci, in Wimbledon der Paarung Hsieh Su-wei und Peng Shuai und bei den US Open dem Duo Andrea Hlaváčková und Lucie Hradecká. 2014 erreichte Dellacqua bei den Australian Open zum zweiten Mal nach 2008 das Achtelfinale im Einzel; bei den US Open stieß sie erstmals ins Achtelfinale vor.
Am 10. April 2018 beendete sie ihre Tenniskarriere.

## Erfolge

### Einzel

#### Turniersiege
| Nr. | Datum              | Turnier       | Kategorie   | Belag     | Finalgegnerin           | Ergebnis         |
| --- | ------------------ | ------------- | ----------- | --------- | ----------------------- | ---------------- |
| 1.  | 2. November 2003   | Dalby         | ITF $25.000 | Hartplatz | Anouska van Exel        | 6:3, 2:6, 7:5    |
| 2.  | 7. März 2004       | Warrnambool   | ITF $10.000 | Rasen     | Nicole Sewell           | 6:3, 3:6, 6:2    |
| 3.  | 25. September 2005 | Mackay        | ITF $25.000 | Hartplatz | Maria-Jose Argeri       | 1:6, 6:3, 6:0    |
| 4.  | 2. Oktober 2005    | Rockhampton   | ITF $25.000 | Hartplatz | Beti Sekulovski         | 6:1, 6:4         |
| 5.  | 13. November 2005  | Port Pirie    | ITF $25.000 | Hartplatz | Cindy Watson            | 6:3, 7:5         |
| 6.  | 12. November 2006  | Mount Gambier | ITF $25.000 | Hartplatz | Natalie Grandin         | 6:1, 6:4         |
| 7.  | 19. November 2006  | Port Pirie    | ITF $25.000 | Hartplatz | Natalie Grandin         | 6:4, 6:2         |
| 8.  | 18. Februar 2007   | Melbourne     | ITF $25.000 | Sand      | Christina Wheeler       | 6:3, 6:1         |
| 9.  | 18. März 2007      | Perth         | ITF $25.000 | Hartplatz | Yurika Sema             | 6:2, 6:1         |
| 10. | 25. März 2007      | Kalgoorlie    | ITF $25.000 | Hartplatz | Maša Zec Peškirič       | 6:2, 6:4         |
| 11. | 19. August 2007    | Bronx         | ITF $50.000 | Hartplatz | Ahsha Rolle             | 7:5, 2:0 Aufgabe |
| 12. | 21. Februar 2010   | Mildura       | ITF $25.000 | Rasen     | Sally Peers             | 7:5, 6:0         |
| 13. | 10. April 2011     | Bundaberg     | ITF $25.000 | Sand      | Olivia Rogowska         | 6:2, 6:3         |
| 14. | 18. September 2011 | Cairns        | ITF $25.000 | Hartplatz | Sandra Zaniewska        | 6:4, 7:63        |
| 15. | 25. September 2011 | Darwin        | ITF $25.000 | Hartplatz | Akiko Omae              | 6:1, 6:2         |
| 16. | 9. Oktober 2011    | Esperance     | ITF $25.000 | Hartplatz | Olivia Rogowska         | 6:2, 6:1         |
| 17. | 16. Oktober 2011   | Kalgoorlie    | ITF $25.000 | Hartplatz | Monique Adamczak        | 6:2, 6:2         |
| 18. | 20. November 2011  | Traralgon     | ITF $25.000 | Hartplatz | Sacha Jones             | 7:5, 7:66        |
| 19. | 27. November 2011  | Bendigo       | ITF $25.000 | Hartplatz | Isabella Holland        | 6:2, 6:2         |
| 20. | 13. Mai 2012       | Fukuoka       | ITF $50.000 | Rasen     | Monique Adamczak        | 6:4, 6:1         |
| 21. | 27. Oktober 2013   | Bendigo       | ITF $50.000 | Hartplatz | Noppawan Lertcheewakarn | 6:4, 6:4         |
| 22. | 3. November 2013   | Bendigo       | ITF $50.000 | Hartplatz | Tammi Patterson         | 6:3, 6:1         |

### Doppel

#### Turniersiege
| Nr. | Datum              | Turnier      | Kategorie             | Belag           | Partnerin            | Finalgegnerinnen                        | Ergebnis          |
| --- | ------------------ | ------------ | --------------------- | --------------- | -------------------- | --------------------------------------- | ----------------- |
| 1.  | 2. November 2003   | Dalby        | ITF $25.000           | Hartplatz       | Evie Dominikovic     | Elizabeth Schmidt Anouska van Exel      | 6:76, 6:2, 6:1    |
| 2.  | 28. Februar 2004   | Bendigo      | ITF $25.000           | Hartplatz       | Nicole Sewell        | Shahar Peer Wynne Prakusya              | 6:2, 1:6, 6:2     |
| 3.  | 25. Juli 2004      | Schenectady  | ITF $50.000           | Hartplatz       | Nicole Sewell        | Ansley Cargill Julie Ditty              | 3:6, 7:62, 6:2    |
| 4.  | 14. November 2004  | Port Pirie   | ITF $25.000           | Hartplatz       | Sunitha Rao          | Daniella Dominikovic Evie Dominikovic   | 4:6, 6:3, 7:66    |
| 5.  | 27. Februar 2005   | Bendigo      | ITF $50.000           | Hartplatz       | Trudi Musgrave       | Beti Sekulovski Cindy Watson            | 6:4, 7:62         |
| 6.  | 5. Juni 2005       | Galatina     | ITF $25.000           | Sand            | Lucia Gonzalez       | Jarmila Gajdošová Tazzjana Putschak     | 6:4, 6:3          |
| 7.  | 25. September 2005 | Mackay       | ITF $25.000           | Hartplatz       | Danielle Dominikovic | Monique Adamczak Olivia Lukaszewicz     | 7:66, 7:62        |
| 8.  | 2. Oktober 2005    | Rockhampton  | ITF $25.000           | Hartplatz       | Danielle Dominikovic | Beti Sekulovski Aleksandra Srndovic     | 6:4, 6:2          |
| 9.  | 16. Oktober 2005   | Lyneham      | ITF $25.000           | Sand            | Danielle Dominikovic | Alison Bai Jenny Swift                  | 6:4, 6:3          |
| 10. | 5. März 2006       | Las Vegas    | ITF $75.000           | Hartplatz       | Nicole Pratt         | Maria Fernanda Alves Tetjana Perebyjnis | kampflos          |
| 11. | 11. Juni 2006      | Surbiton     | ITF $25.000           | Rasen           | Trudi Musgrave       | Hsieh Su-wei Tamarine Tanasugarn        | 6:3, 6:3          |
| 12. | 15. Oktober 2006   | Melbourne    | ITF $25.000           | Hartplatz       | Sunitha Rao          | Daniella Dominikovic Evie Dominikovic   | 6:3, 6:2          |
| 13. | 18. März 2007      | Perth        | ITF $25.000           | Hartplatz       | Emily Hewson         | Trudi Musgrave Christina Wheeler        | 6:4, 4:6, 6:2     |
| 14. | 21. Februar 2010   | Mildura      | ITF $25.000           | Rasen           | Jessica Moore        | Jarmila Groth Jade Hopper               | 6:2, 7:63         |
| 15. | 7. März 2010       | Sydney       | ITF $25.000           | Hartplatz       | Jessica Moore        | Sophie Ferguson Trudi Musgrave          | kampflos          |
| 16. | 27. Februar 2011   | Mildura      | ITF $25.000           | Rasen           | Olivia Rogowska      | Rika Fujiwara Kumiko Iijima             | 4:6, 7:66, [10:4] |
| 17. | 6. März 2011       | Sydney       | ITF $25.000           | Hartplatz       | Olivia Rogowska      | Rika Fujiwara Kumiko Iijima             | 3:6, 7:63, [10:4] |
| 18. | 3. April 2011      | Ipswich      | ITF $25.000           | Sand            | Olivia Rogowska      | Miki Miyamura Mari Tanaka               | 6:4, 6:4          |
| 19. | 10. April 2011     | Bundaberg    | ITF $25.000           | Sand            | Olivia Rogowska      | Daniella Dominikovic Sandra Zaniewska   | 7:5, 6:4          |
| 20. | 9. Oktober 2011    | Esperance    | ITF $25.000           | Hartplatz       | Olivia Rogowska      | Monique Adamczak Sandra Zaniewska       | 6:3, 6:2          |
| 21. | 16. Oktober 2011   | Kalgoorlie   | ITF $25.000           | Hartplatz       | Olivia Rogowska      | Xu Yifan Zhang Kailin                   | 6:1, 6:1          |
| 22. | 10. Juni 2012      | Nottingham   | ITF $75.000           | Rasen           | Eleni Daniilidou     | Laura Robson Heather Watson             | 6:4, 6:2          |
| 23. | 25. November 2012  | Toyota       | ITF $75.000 + H       | Teppich (Halle) | Ashleigh Barty       | Miki Miyamura Varatchaya Wongteanchai   | 6:1, 6:2          |
| 24. | 3. Februar 2013    | Pattaya      | WTA International     | Hartplatz       | Kimiko Date-Krumm    | Oqgul Omonmurodova Alexandra Panowa     | 6:3, 6:2          |
| 25. | 16. Juni 2013      | Birmingham   | WTA International     | Rasen           | Ashleigh Barty       | Cara Black Marina Eraković              | 7:5, 6:4          |
| 26. | 24. Mai 2014       | Straßburg    | WTA International     | Sand            | Ashleigh Barty       | Tatiana Búa Daniela Seguel              | 4:6, 7:5, [10:4]  |
| 27. | 9. Mai 2015        | Madrid       | WTA Premier Mandatory | Sand            | Jaroslawa Schwedowa  | Garbiñe Muguruza Carla Suárez Navarro   | 6:3, 6:74, [10:5] |
| 28. | 5. März 2017       | Kuala Lumpur | WTA International     | Hartplatz       | Ashleigh Barty       | Nicole Melichar Makoto Ninomiya         | 7:65, 6:3         |
| 29. | 27. Mai 2017       | Straßburg    | WTA International     | Sand            | Ashleigh Barty       | Chan Hao-ching Chan Yung-jan            | 6:4, 6:2          |
| 30. | 25. Juni 2017      | Birmingham   | WTA Premier           | Rasen           | Ashleigh Barty       | Chan Hao-ching Zhang Shuai              | 6:1, 2:6, [10:8]  |

#### Finalteilnahmen
| Nr. | Datum              | Turnier         | Kategorie     | Belag     | Partnerin           | Finalgegnerinnen                               | Ergebnis         |
| --- | ------------------ | --------------- | ------------- | --------- | ------------------- | ---------------------------------------------- | ---------------- |
| 1.  | 8. Juni 2008       | French Open     | Grand Slam    | Sand      | Francesca Schiavone | Anabel Medina Garrigues Virginia Ruano Pascual | 6:2, 5:7, 4:6    |
| 2.  | 16. Januar 2009    | Sydney          | WTA Premier   | Hartplatz | Nathalie Dechy      | Hsieh Su-wei Peng Shuai                        | 0:6, 1:6         |
| 3.  | 27. Januar 2013    | Australian Open | Grand Slam    | Hartplatz | Ashleigh Barty      | Sara Errani Roberta Vinci                      | 2:6, 6:3, 2:6    |
| 4.  | 7. Juli 2013       | Wimbledon       | Grand Slam    | Rasen     | Ashleigh Barty      | Hsieh Su-wei Peng Shuai                        | 6:71, 1:6        |
| 5.  | 9. September 2013  | US Open         | Grand Slam    | Hartplatz | Ashleigh Barty      | Andrea Hlaváčková Lucie Hradecká               | 7:64, 1:6, 4:6   |
| 6.  | 15. Juni 2014      | Birmingham      | WTA Premier   | Rasen     | Ashleigh Barty      | Raquel Kops-Jones Abigail Spears               | 6:71, 1:6        |
| 7.  | 12. April 2015     | Charleston      | WTA Premier   | Sand      | Darija Jurak        | Martina Hingis Sania Mirza                     | 4:6, 0:6         |
| 8.  | 7. Juni 2015       | French Open     | Grand Slam    | Sand      | Jaroslawa Schwedowa | Lucie Šafářová Bethanie Mattek-Sands           | 6:3, 4:6, 2:6    |
| 9.  | 23. August 2015    | Cincinnati      | WTA Premier 5 | Hartplatz | Jaroslawa Schwedowa | Chan Hao-ching Chan Yung-jan                   | 5:7, 4:6         |
| 10. | 13. September 2015 | US Open         | Grand Slam    | Hartplatz | Jaroslawa Schwedowa | Martina Hingis Sania Mirza                     | 3:6, 3:6         |
| 11. | 1. Juli 2017       | Eastbourne      | WTA Premier   | Rasen     | Ashleigh Barty      | Chan Yung-jan Martina Hingis                   | 3:6, 5:7         |
| 12. | 26. August 2017    | New Haven       | WTA Premier   | Hartplatz | Ashleigh Barty      | Gabriela Dabrowski Xu Yifan                    | 6:3, 3:6, [8:10] |

### Mixed

#### Turniersiege
| Nr. | Datum        | Turnier     | Kategorie  | Belag | Partner      | Finalgegner                       | Ergebnis          |
| --- | ------------ | ----------- | ---------- | ----- | ------------ | --------------------------------- | ----------------- |
| 1.  | 2. Juni 2011 | French Open | Grand Slam | Sand  | Scott Lipsky | Katarina Srebotnik Nenad Zimonjić | 7:66, 4:6, [10:7] |

## Abschneiden bei Grand-Slam-Turnieren

### Einzel
| Turnier         | 2003 | 2004 | 2005 | 2006 | 2007 | 2008 | 2009 | 2010 | 2011 | 2012 | 2013 | 2014 | 2015 | Karriere |
| --------------- | ---- | ---- | ---- | ---- | ---- | ---- | ---- | ---- | ---- | ---- | ---- | ---- | ---- | -------- |
| Australian Open | 1    | 1    | 1    | 1    | 1    | AF   | 1    | 3    | —    | 2    | 1    | AF   | 2    | AF       |
| French Open     | —    | —    | —    | Q1   | 1    | 3    | —    | —    | 1    | 1    | Q2   | 2    | 1    | 3        |
| Wimbledon       | Q1   | —    | —    | Q1   | 1    | 3    | —    | 1    | Q1   | 1    | Q3   | 2    | 3    | 3        |
| US Open         | —    | —    | —    | Q1   | 2    | 1    | —    | —    | 1    | 2    | 1    | AF   | 1    | AF       |

Zeichenerklärung: S = Turniersieg; F, HF, VF, AF = Einzug ins Finale / Halbfinale / Viertelfinale / Achtelfinale; 1, 2, 3 = Ausscheiden in der 1. / 2. / 3. Hauptrunde; Q1, Q2, Q3 = Ausscheiden in der 1. / 2. / 3. Runde der Qualifikation; n. a. = nicht ausgetragen

### Doppel
| Turnier         | 2003 | 2004 | 2005 | 2006 | 2007 | 2008 | 2009 | 2010 | 2011 | 2012 | 2013 | 2014 | 2015 | 2016 | 2017 | 2018 | Karriere |
| --------------- | ---- | ---- | ---- | ---- | ---- | ---- | ---- | ---- | ---- | ---- | ---- | ---- | ---- | ---- | ---- | ---- | -------- |
| Australian Open | 2    | 2    | 1    | 2    | 1    | 1    | HF   | 1    | —    | 1    | F    | 2    | 2    | —    | VF   | 2    | F        |
| French Open     | —    | —    | —    | —    | —    | F    | —    | —    | AF   | 2    | 1    | VF   | F    | —    | F    | —    | F        |
| Wimbledon       | —    | —    | —    | —    | —    | HF   | —    | 1    | 1    | 2    | F    | VF   | VF   | —    | VF   | —    | F        |
| US Open         | —    | 1    | —    | —    | 2    | 1    | —    | —    | 1    | 1    | F    | 1    | F    | —    | 2    | —    | F        |

### Mixed
| Turnier         | 2004 | 2005 | 2006 | 2007 | 2008 | 2009 | 2010 | 2011 | 2012 | 2013 | 2014 | 2015 | 2016 | 2017 | 2018 | Karriere |
| --------------- | ---- | ---- | ---- | ---- | ---- | ---- | ---- | ---- | ---- | ---- | ---- | ---- | ---- | ---- | ---- | -------- |
| Australian Open | 1    | —    | 1    | AF   | —    | —    | 1    | —    | AF   | 1    | 1    | VF   | —    | AF   | AF   | VF       |
| French Open     | —    | —    | —    | —    | —    | —    | —    | S    | —    | 1    | 1    | —    | —    | HF   | —    | S        |
| Wimbledon       | —    | —    | —    | —    | AF   | —    | —    | 2    | —    | AF   | VF   | 2    | —    | 2    | —    | VF       |
| US Open         | —    | —    | —    | —    | AF   | —    | —    | —    | —    | 1    | AF   | —    | —    | 1    | —    | AF       |